# Neophema petrophila
Neophema petrophila là một loài chim trong họ Psittacidae.
Đây là loài đặc hữu duyên hải Nam Úc, miền nam Tây Úc, và hải đảo của lục địa, bao gồm cả đảo Rottnest. Màu lông chủ yếu là ô-liu xanh lá cây. Thức ăn của chúng là hạt cỏ.